# Apache License
La licencia Apache (Apache License o Apache Software License para versiones anteriores a 2.0) es una licencia de software libre permisiva creada por la Apache Software Foundation (ASF). La licencia Apache (/ əˈpætʃi/) (con versiones 1.0, 1.1 y 2.0) requiere la conservación del aviso de derecho de autor  y el descargo de responsabilidad, pero no es una licencia copyleft, ya que no requiere la redistribución del código fuente cuando se distribuyen versiones modificadas.
Al igual que otras licencias de software libre, todo el software producido por la ASF o cualquiera de sus proyectos está desarrollado bajo los términos de esta licencia, es decir, la licencia otorga al usuario la libertad de usar el software para cualquier propósito, re distribuirlo, modificarlo y distribuir versiones modificadas del software, bajo los términos de la licencia, sin preocuparse de las regalías.

## Historia

### Versión 1.1
La licencia Apache v1.1 fue aprobada por la ASF en el año 2000: El cambio principal de la licencia 1.0 se encuentra en la 'cláusula de publicidad' (sección 3 de la licencia 1.0); ya no se requiere que los productos derivados incluyan la atribución en sus materiales de publicidad, sino solo en su documentación.

### Versión 2.0
La ASF adoptó la licencia Apache v2.0 en enero de 2004. Entre los objetivos declarados de la licencia se incluyen: hacer más fácil para proyectos que no son ASF que la utilicen, la mejora de la compatibilidad con software basado en GPL, permitiendo que la licencia sea incluida por referencia en lugar de la lista de cada archivo y todos los archivos, aclarando la licencia en cuanto a sus contribuciones, y que requiere una licencia de patente sobre las contribuciones que necesariamente infrinjan patentes propias de un contribuyente.

## Condiciones de la licencia
Como cualquier otra de las licencias de software libre, la Licencia Apache permite al usuario del software la libertad de usarlo para cualquier propósito, distribuirlo, modificarlo, y distribuir versiones modificadas de ese software.
La licencia Apache es permisiva ya que no exige que las obras derivadas (versiones modificadas) del software se distribuyan usando la misma licencia (a diferencia de las licencias copyleft. Véase también comparación de licencias de software libre), ni siquiera que se tengan que distribuir como software libre/open source. Todavía requiere la aplicación de la misma licencia a todas las partes no modificadas y en cada archivo de licencia, así como los derechos de autor, patentes, marcas, y las comunicaciones originales de atribución de código redistribuido se deben mantener (con exclusión de avisos que no pertenezcan a ninguna parte de los trabajos derivados); y, en cada cambio de la licencia de archivo, se debe añadir la notificación que indica que se han realizado cambios a ese archivo.
La licencia Apache solo exige que se mantenga un aviso que informe a los receptores que en la distribución se ha usado código con la licencia Apache. Así, en contraste a las licencias copyleft, quienes reciben versiones modificadas de código con licencia Apache no reciben necesariamente las mismas libertades. O, si se considera la situación desde el punto de vista de los licenciatarios de código con licencia Apache, reciben la libertad de usar el código de la forma que prefieran, incluyendo su uso en productos de código cerrado.
Se deben añadir dos archivos en el directorio principal de los paquetes de software redistribuidos:
LICENSEUna copia de la licencia.
NOTICEUn documento de texto, que incluye los "avisos" obligatorios del software presente en la distribución y una copia legible de estas notificaciones debe ser distribuidas como parte de los trabajos derivados, dentro de la forma de código fuente o documentación, o dentro de una pantalla generada por las obras derivadas (donde aparecen normalmente este tipo de notificaciones a terceros).
El contenido del archivo no modifica la licencia, ya que son solo para fines informativos, y añadiendo más avisos de atribución como adiciones al texto de aviso es admisible, siempre que estos avisos no puedan entenderse como una modificación de la licencia. Las modificaciones pueden tener avisos de copyright adecuados, y pueden proporcionar diferentes términos de licencia para las modificaciones.
A menos que se indique expresamente lo contrario, cualquier contribución presentada por un licenciatario a un emisor de licencia estarán bajo los términos de la licencia sin ningún tipo de términos y condiciones, pero esto no impide acuerdos por separado con el licenciante en relación con estas contribuciones.

## Software licenciado bajo la licencia Apache
- Android:http://www.apache.org/licenses/LICENSE-2.0 Plataforma móvil libre, de código abierto.
- Twitter Bootstrap colección de herramientas de software libre para la creación de sitios y aplicaciones web. (Versiones anteriores a la 3.1)
- mod_perl - sitios web dinámicos con Perl (Última versión 2.0.3)
- Apache Ant Herramienta de construcción basada en Java y XML (Última versión 1.7.0)
- Apache Avalon (Proyecto cerrado, más detalles)
- Apache Cocoon (Última versión 2.1)
- Apache Lenya, gestor de contenidos basado en Apache Cocoon (Última versión 1.2.4)
- Apache Axis Servicios web (Última versión 1.4)
- Servidor HTTP Apache Servidor Web Apache (Última versión 2.2.4)
- Bonjour: Implementación ZeroConf
- Biblioteca Byte Code Engineering: Biblioteca para analizar, editar y producir bytecode encontrado en los archivos .class de Java
- Cycles: motor de renderizado de imágenes 3D (anteriormente exclusivo para Blender)
- Servidor de Aplicaciones Geronimo: Implementación J2EE(Última versión 2.0.M-1)
- Google Web Toolkit: Herramientas para desarrollar aplicaciones AJAX en Java
- launchd: Gestión de servicios
- LibGDX: Framework para el desarrollo de videojuegos multiplataforma
- Lucene: Motor de búsqueda en textos
- Jakarta, proyectos Java en el lado del servidor
  - Jakarta Tomcat (Última versión 6.0)
  - Jakarta Struts (Última versión 2.0.6)
- JXTA: peer-to-peer framework
- SpamAssassin: - filtro de correo electrónico usado para identificar spam (Última versión 3.1.7).
- Apache XML soluciones XML para la web
- Xalan: Procesador XSLT
- Xerces: Analizador sintáctico de XML
- JPOX: Una implementación del mapeo objeto-relación Java (de acuerdo con JDO y desde la versión 1.2, con JPA)
- Spring Framework. Framework para la creación de aplicaciones J2EE desarrollado por SpringSource.
- .NET Bio Framework para la implementación de aplicaciones Bioinformáticas. .
- Selenium Framework para pruebas de sistemas WEB.
- Riak Almacenamiento de datos distribuido NoSQL
- Swift: Lenguaje de programación creado por Apple.

## Compatibilidad con GPL
La Apache Software Foundation y la Fundación para el Software Libre están de acuerdo en que la licencia Apache 2.0 es una licencia de software libre, compatible con la versión 3 de la Licencia Pública General de GNU (GPL), lo cual significa que el código bajo la licencia GPL versión 3 y licencia Apache 2.0 pueden combinarse, siempre y cuando el software resultante esté publicado con la licencia GPL versión 3.
La Free Software Foundation considera que todas las versiones de la licencia Apache son incompatibles con las versiones anteriores de GPL 1 y 2, y además considera las versiones anteriores a la versión 2.0 de la licencia Apache incompatible con la GPLv3. Debido a los requisitos de patente de la licencia de la licencia Apache 2.0, la Free Software Foundation la recomienda sobre otras licencias no copyleft.

## Recepción y adopción

Logo de BumpTop, actualmente propiedad de Google. Al ser un software de código abierto todos los activos están disponibles bajo los términos de la licencia Apache 2.0.

Algunos proyectos que no pertenecen a la ASF también siguen la licencia Apache: en enero de 2007, más de 1000 proyectos no pertenecientes a la ASF en SourceForge estaban disponibles bajo los términos de la licencia Apache.
En el mes de octubre de 2012, 8.708 proyectos ubicados en SourceForge.net estaban disponibles bajo los términos de la licencia Apache. En una entrada de blog a partir de mayo de 2008, Google menciona que más del 25% de los cerca de 100.000 proyectos y luego alojados en Google Code estaban usando la licencia Apache, incluyendo el sistema operativo linux.
A partir del año 2015, de acuerdo con Black Duck Software y GitHub, la licencia Apache es la tercera licencia más popular del dominio del FOSS después de la licencia MIT y GPLv2.